# Georges Mancel
Jean-Baptiste-Georges Mancel, né le 10 décembre 1811 à Caen où il est mort le 23 mai 1862, est un historien et bibliothécaire français.

## Biographie
Après des études au collège de sa ville natale, Mancel étudia le droit et fut pendant quelque temps compositeur d’imprimerie. Il fit insérer, sous le pseudonyme de « J.-B. Gérard », quelques articles de politique et de littérature dans les journaux du département. Ses études sur l’histoire et les antiquités de la province de Normandie lui acquirent une réputation et le firent nommer, en 1837, conservateur adjoint de la bibliothèque de la ville de Caen, dont il devint, deux ans, après conservateur titulaire. Sous sa direction, la bibliothèque de Caen fut bientôt l’une des collections de province les plus riches et les mieux classées. 
Travailleur infatigable, il a fourni des communications à toutes les revues normandes, tous les mémoires des Sociétés savantes de Normandie, et dirigé la publication du Calvados pittoresque et monumental, Caen, 1847, in-f°, dont il a paru trente-trois livraisons, ainsi que de la Normandie illustrée, Nantes, 1832, 2 vol. in-f°.

## Publications partielles
- Histoire de la ville de Caen et de ses progrès, avec Charles-Ferdinand Woinez, Caen, Clérisse, 1836 ;
- Notice des tableaux composant le Musée de Caen, précédée d’une notice historique, Caen, F. Le Blanc-Hardel, 1837 ;
- Caen sous Jean-sans-Terre, Caen, A. Hardel, 1840, in-8o ;
- Notice sur les salines des côtes centrales de la Normandie : particulièrement sur celles de Touques et d’Isigny, Caen, 1840 ;
- Notice sur M. Hébert, conservateur de la Bibliothèque publique de la ville de Caen, Caen, A. Le Roy, 1840 ;
- Le Père André jésuite, avec Antoine Charma, Paris, 1841-1857, 2 vol. in-8o ;
- Établissement de la fête de la Conception Notre-Dame dite la Fête aux Normands, par Wace, Caen, 1842, in-8o, avec Trébutien ;
- Essai sur l’Histoire littéraire de Caen, 1842, in-8o ;
- Recherches biographiques sur Alain Chartier, 1846, in-8o ;
- Journal d’un bourgeois de Caen, 1652-1733, Caen, 1848, in-8o ;
- Lettres inédites de Malherbe, Caen, 1852, in-8o ;
- Documents, notes et notices pour servir à l’histoire du département du Calvados, Caen, 1852, in-8o ;
- Souvenirs de l’insurrection normande, dite du fédéralisme, en 1793, avec Frédéric Vaultier, Caen, 1858, in-8o.

## Sources
- Léon de La Sicotière, « Notice biographique et littéraire sur Georges Mancel, conservateur de la bibliothèque publique de Caen... », Mémoires de la Société des antiquaires de Normandie, Paris, Caen et Rouen, vol. 28 (8 de la 3e série),‎ 1871, p. LV-LXXXV (lire en ligne). — Tiré à part : Caen, F. Le Blanc-Hardel, 1870, coll. « Biographies contemporaines ».

### Notices
- Ressource relative à la musique :   - International Music Score Library Project
- Ressource relative à la recherche :   - La France savante
- Notices d'autorité :   - VIAF
  - ISNI
  - BnF (données)
  - IdRef
  - LCCN
  - Belgique
  - Pays-Bas
  - Pologne
  - NUKAT
  - Vatican
  - WorldCat
- Système universitaire de documentation : publications liées.
- WorldCat : publications liées.